# Триметилхлорсилан
Триметилхлорсилан (хлортриметилсилан) — кремнийорганическое вещество с химической формулой (CH3)3SiCl. Широко используется в органическом синтезе, в основном в качестве защитной группы. Может быть получен по реакции метиллития с четырёххлористым кремнием. Является коммерчески доступным соединением.

## Физические свойства
Бесцветная подвижная жидкость с резким запахом и низкой температурой кипения. Дымит во влажном воздухе. Устойчива в отсутствие влаги. Смешивается с апротонными растворителями такими как гексан, бензол, толуол, диэтиловый эфир, тетрагидрофуран, хлороформ, дихлорметан, этилацетат и др.

## Получение
В промышленности его получают совместно с диметилдихлорсиланом и метилтрихлорсиланом (синтез Мюллера — Рохова, в котором порошкообразный кремний в присутствии порошка меди и окиси меди реагирует с хлорметаном при 350 °C с образованием диметилдихлорсилана, диспропорционирующего in situ на триметилхлорсилан и метилтрихлорсилан).
Разделение смеси метилхлорсиланов производится дистилляцией.

## Химические свойства
Триметилхлорсилан типичное электрофильное вещество, атом кремния очень легко атакуется нуклеофилами. Это проявляется в легкости гидролиза с выделением тепла, в ходе которого образуется хлороводород и триметилсиланол. Последний димеризуется с выделением воды, образуя гексаметилдисилоксан.
При взаимодействии с восстановителями (например алюмогидрид лития) образуется триметилсилан (CH3)3SiH.

## Применение
- Триметилхлорсилан широко используется в органическом синтезе как источник триметилсилильной группы, так и безводный источник хлорида. Функциональные группы спиртов и аминов легко поддаются реакции с триметилхлорсиланом, образуя триметилсилильные эфиры или триметилсилильные амины. Полученные группы могут быть использованы как защитные группы

однако лабильность триметилсиланового фрагмента ограничивает такое их применение. Так триметилсилильная группа может быть снята фторид ионом из-за высокого сродства кремния к фтору
- Триметилсилилирование увеличивает летучесть вещества, что используется в газовой хроматографии при анализе таких нелетучих веществ, как глюкоза
- Триметилхлорсилан реагирует с ацетиленидами металлов, образуя триметилсилилалкины, которые являются защищённой формой алкинов.
- Триметилхлорсилан реагирует со спиртами с образованием хлороводорода, что может быть использовано для получения безводных растворов хлороводорода в спирте — что, в свою очередь, может быть использовано в получении в мягких условиях сложных эфиров из карбоновых кислот и кеталей из кетонов.
- В присутствии триэтиламина или диизопропиламида лития енолизируемые альдегиды, кетоны и сложные эфиры превращаются в триметилсилильные эфиры енолов:

: :
Несмотря на их гидролитическую нестабильность этих веществ, они нашли широкое применение в органической химии. Окисление двойной связи эпоксидированием таких силилированных енолов с дальнейшим гидролизом может быть использовано для введения гидроксигруппы в α-положение к карбонильной группе. Триметилсилиловые эфиры енолов могут также быть использованы в качестве эквивалента енола в конденсации Мукайямы альдольной конденсации.
- Триметилхлорсилан используется для С-силилирования карбанионов, реактивов Гриньяра и литийорганических соединений, за счет индуктивного эффекта такие силилированные соединения с атомом водорода в α-положении приобретают свойства CH-кислот. Присоединение стабилизированных триметилсилильной группой α-карбанионов (1) к карбонильным соединениям ведет к образованию β-гидроксисиланов (2) и дальнейшему элиминированию триметилсиланола с образованием алкена (3a, 3b):

В случае электронакцепторных заместителей в α-триметилсилильном карбанионе реакция идет по механизму, близкому к реакции Виттига и протекает стереоселективно. Этот метод используется для синтеза алкенов из карбонильных соединений (реакция Петерсона).

## Очистка
В лаборатории перед использованием очищается перегонкой над CaH2.

## Безопасность
Триметилхлорсилан легколетуч и легковоспламеним с низкой температурой вспышки.
При контакте с кожей и глазами вызывает сильные ожоги. Гидролизуется на воздухе с образованием хлороводорода. Работа с ним ведётся в вытяжном шкафу и необходимыми средствами защиты: очки, резиновые перчатки.
Триметилхлорсилан желательно хранить в азотной атмосфере в коррозионностойкой таре.